# Hac urget lupus, hac canis
Hac urget lupus, hac canis  лат.(изговор: хак ургет лупус, хак канис) Овуда наваљује вук, онуда пас.(Хорације)

## Поријекло изреке
Ово је изрекао у првом вијеку прије нове ере Квинт Хорације Флак (лат. Quintus Horatius Flaccus), највећи римски лирски песник у дјелу Арс поетика (лат. Ars poetica).

## Латинска изрека са сличним значењем
Inter Scyllam et Charibdim

## Значење
Хорације упућује на тежак положај између двије опасности.